# 光電子顕微鏡
光電子顕微鏡（こうでんしけんびきょう、Photoemission Electron microscopy : PEEM）は放射光を利用した顕微鏡。

## 概要
シンクロトロン放射光を試料に照射して拡大投影する顕微鏡。従来の電子顕微鏡では不可欠だった電子光学系としての照射レンズ系は不要で試料に照射するビームは光かはX線で試料に対して垂直に入射させなければならないと言う制約がないのでビームセパレータは不要で電子光学系は、結像レンズ系のみという簡単な構成になる。従来は大掛かりな装置が必要なため、用途は限られていたが、近年では小型化された装置が開発され、適用分野が拡大しつつある。

## 特徴
- 特定の元素の画像化が可能
- X線顕微分光が可能
- 元素選択的な磁気イメージング
- 非破壊測定
- チャージアップを起こしてしまうので絶縁体の判定が困難

## 用途
- 材料開発
- 隕石や岩石、鉱物などの調査